# Svarthuvad myrsmyg
Svarthuvad myrsmyg (Formicivora erythronotos) är en fågel i familjen myrfåglar inom ordningen tättingar.

## Utseende och läte
Svarthuvad myrsmyg är en 11,5 cm lång distinkt tecknad myrsmyg i svart och rostrött. Hanen är sotsvart med roströd till kastanjebrun rygg. Vingarna är svarta med tre smala vita vingband. Även flankerna är vita, men detta är ofta dolt. Näbben är smal och svart. Honan liknar hanen, men det sotsvarta är ersatt av olivbrunt, på undersidan mer beige. Sången består av en tre sekunder lång serie med låga "tchóup". Även ljusa "tcheek" och mjuka spinnande ljud hörs.

## Utbredning och status
Fågeln förekommer lokalt i låglänta områden i sydöstra Brasilien (östra São Paulo och Rio de Janeiro). IUCN kategoriserar arten som starkt hotad.